# Agata Forkasiewicz
Agata Forkasiewicz (ur. 13 stycznia 1994) – polska lekkoatletka specjalizująca się w biegach sprinterskich.

## Kariera
Lekkoatletykę zaczęła trenować w pierwszej klasie liceum. W 2013 rozpoczęła studia na Wydziale Lekarskim Uniwersytetu Medycznego we Wrocławiu.
W 2015 wystąpiła na Mistrzostwach Świata w Pekinie. Wraz z Anną Kiełbasińską, Weroniką Wedler i Martą Jeschke wystartowała w sztafecie 4 x 100 m. Polska sztafeta zajęła szóste miejsce w swoim biegu eliminacyjnym z czasem 43,20 i nie awansowała do finału. Ostatecznie została sklasyfikowana na 11. pozycji. Kilka dni przed startem w mediach pojawiły się informacje, że Agata Forkasiewicz nie wystąpi w sztafecie z powodu anginy i zastąpi ją Karolina Kołeczek. Zawodniczka wystartowała jednak pomimo choroby. W 2016 wystartowała na mistrzostwach Europy w biegu na 200 metrów, w eliminacjach poprawiając rekord życiowy, z 14. czasem awansując do półfinału, w którym pobiegła słabiej o 0,06 sekundy względem poprzedniej rundy, co uplasowało ją na 21. pozycji. Półfinalistka halowych mistrzostw Europy 2017.
Halowa wicemistrzyni Polski w biegu na 60 m oraz brązowa medalistka w biegu na 200 m (2017).
Rekordy życiowe:
- bieg na 60 metrów (hala) – 7,28 s (Toruń, 18 lutego 2017), 8. lokata w polskich tabelach historycznych
- bieg na 100 metrów (stadion) – 11,46 s (Kraków, 12 czerwca 2016)
- bieg na 150 metrów (stadion) – 17,39 s (Wrocław, 5 maja 2018) najlepszy wynik w historii polskiej lekkoatletyki
- bieg na 200 metrów (stadion) – 23,51 s (Gdańsk, 14 czerwca 2017)
- bieg na 200 metrów (hala) – 23,63 s (Toruń, 6 marca 2017)

## Osiągnięcia
| Rok  | Impreza     | Miejsce | Pozycja    | Wynik |
| ---- | ----------- | ------- | ---------- | ----- |
| 2017 | Uniwersjada | Tajpej  | 2. miejsce | 44,19 |